# Associação Naval de Lisboa

Galhardete da ANL

A Associação Naval de Lisboa (ANL) ComC • MHIH foi constituída em 30 de abril de 1856 com o nome Real Associação Naval, sob a proteção do Rei D. Pedro V, sendo o seu primeiro Comodoro o Príncipe D. Luís.
O seu objetivo era, na altura, "animar a construção e navegação de iates ou barcos de recreio e promover o divertimento das regatas em Portugal".
Em 1911, depois da implantação do regime republicano, o nome da instituição foi alterado para Associação Naval de Lisboa.
Trata-se do clube desportivo mais antigo da Península Ibérica e um dos trinta clubes náuticos mais antigos da Europa.
Sempre foi um clube desportivo totalmente amador.
Ao longo dos anos foram atribuídas à ANL as seguintes deferências e condecorações:
- Instituição de Utilidade Pública em maio de 1926.
- Comendadora Ordem Militar de Nosso Senhor Jesus Cristo a 7 de janeiro de 1927.[1]
- Medalha de Mérito Desportivo em abril de 1956.
- Medalha de Honra da cidade de Lisboa em março de 1987.
- Colar de Honra de Mérito Desportivo em abril de 1998.
- Medalha Naval Vasco da Gama em novembro de 2001.
- Reconhecida em dezembro de 2001 pela Confederação Portuguesa de Desportos como o clube mais antigo de Portugal.
- Membro-Honorário da Ordem do Infante D. Henrique a 30 de abril de 2017.[1]

É constituída por duas secções autónomas: vela e remo.